# Stellaris
Stellaris — компьютерная игра в жанре глобальной стратегии в реальном времени, разработанная Paradox Development Studio и изданная Paradox Interactive. Игра была выпущена для PC в 2016 году и для игровых консолей PlayStation 4 и Xbox One в 2019 году. Основа игрового процесса игры — исследование космоса, управление государством, военное и дипломатическое взаимодействие с другими межзвёздными державами.

## Разработка
Игра разрабатывалась Paradox Development Studio, дочерней компанией Paradox Interactive, на основе модифицированной платформы Clausewitz Engine. Анонс состоялся 6 августа 2015 года на выставке gamescom 2015. Разработкой руководил Хенрик Фареус, ранее известный своей работой над другими играми той же студии: Crusader Kings, Crusader Kings 2 и Hearts of Iron. Игра выпущена 9 мая 2016 года.
После выхода игры разработчики продолжают выпускать обновления с исправлением ошибок, изменением старых и введением новых возможностей. Крупные обновления, затрагивающие сюжет и механику игрового процесса, называются в честь известных фантастов (например, «Кларк», «Азимов», «Хайнлайн»). Игра поддерживает создание пользовательских дополнений (модов), к 2021 году известно о более, чем десяти тысячах.

## Геймплей
Stellaris — глобальная 4X-стратегия в космическом антураже. Партия происходит в процедурно-сгенерированной галактике, которая отражена на плоскости. Игрок управляет одной из нескольких межзвёздных империй, цель игры — оказаться первым по очкам победы, либо уничтожить все прочие империи. Начальные этапы игры посвящены прежде всего исследованию и освоению космоса и, таким образом, ближе к соответствующим стадиям игры в традиционных космических 4X-стратегиях. С середины игры, когда большинство систем колонизировано и границы межзвёздных империй начинают соприкасаться, акцент смещается на управлении империей и дипломатии. В дальнейшем игрок может столкнуться с угрозой галактического масштаба (кризисом), устранение которой должно поддерживать интерес в поздней игре. Среди реализованных в настоящий момент кризисов — пробуждение древнего ИИ и нашествие из другого измерения или другой галактики.

### Стартовые условия
В начале каждой партии игрок выбирает:
- Вид, к которому принадлежит. Доступны человекоподобные, млекопитающие, рептилоиды, птицы, членистоногие, моллюскоиды, грибообразные, некроиды, токсоиды, аквоиды, роботы, растения, литоиды и механоиды. Доступно несколько портретов для каждого типа. От выбора не зависят отношения с другими видами.
- Принципы — этические установки, присущие стартовому виду. Доступны взаимоисключающие пары милитаризм — пацифизм, авторитаризм — эгалитаризм, ксенофобия — ксенофилия, материализм — спиритуализм и отдельно «гештальт-сознание» (коллективный разум). От выбора зависят доступные формы правления (например, при авторитаризме недоступна демократия), отношения с другими империями, внутренние политики империй — отношение к какому-либо аспекту жизни (например, для эгалитаристов недопустимо рабство, спиритуалисты не могут дать гражданские права «бездушным машинам», а приверженцы противоположных этик друг друга недолюбливают), уникальные постройки для планет и космических баз, и другие бонусы и штрафы. Также доступны «фанатичные» этики, которые усиливают обычные в 2 раза. Игрок может распределить 3 очка этик, причём «фанатичные» требуют 2 очка.
- Признаки расы определяют физические особенности вида. Доступны как бонусы (сила, приспособленность, живучесть и так далее), так и штрафы (слабые, непривлекательные и так далее). Игрок может распределить два очка, причём выбранные штрафы позволяют выбирать дополнительные бонусы.
- Форма правления. Доступно пять основных форм правления — демократия, олигархия, корпорация, диктатура и империализм, которые в зависимости от выбранных принципов могут иметь различные подвиды (например, военная диктатура, просвещённая монархия, супер-корпорация или теократическая демократия). Также доступны две специальные формы правления для государств с принципом гештальт-сознания: коллективный разум или машинный разум. Формы отличаются бонусами и временем переизбрания или назначения правителя. В течение игры форма правления может быть изменена на более продвинутую с большими бонусами. Также доступна смена формы на отличную от начальной.
- Предпочтительные условия проживания. Они определяют комфортные для стартового вида условия существования, например, температуру и влажность. Заселение планет, которые отличаются по условиям от стартовых, сопряжено с трудностями. На данный момент в игре девять основных типов миров, делящиеся на три типа сред обитания: влажный климат (океанический, континентальный, тропический миры), морозный климат (тундровый, арктический, высокогорный миры) и сухой жаркий климат (пустынный, засушливый миры, мир саванны). Открытие технологий терраформирования в процессе игры позволит преобразовывать миры в произвольный тип. Также есть 3 уникальных типа миров, которые можно создать, встретить в галактике или получить при выборе определённых стартовых признаков — идеальный (гайя), опустошённый (ядерной войной аборигенов или орбитальной бомбардировкой) и реликтовый (являющийся разрушенным экуменополисом с возможностью восстановления); и 2 типа, которые без преображения заселить нельзя - окутанный (псионический) и мир нанитов. А также 3 типа, которые империя  может создать — мир-улей, мир машин и экуменополис (с версии 2.2).
- Происхождение. Определяет стартовые условия и особенности цивилизации. Может отражаться как в виде незначительных бонусов и/или штрафов к жизнедеятельности цивилизации, так и значительно повлиять на начальный геймплей. Так же может иметь большое значение для ролевой составляющей в конкретной сессии.

### Генерация галактики
Игрок может выбирать количество звёзд в галактике (от 200 до 1000); её тип — спиральная, эллиптическая или кольцеобразная и другие; количество и тип поведения управляемых компьютером противников; количество так называемых «угасших империй» — технологически очень развитых древних империй, пребывающих в упадке, которые негативно реагируют на нарушение их принципов (рабовладение, геноцид, развитие искусственного интеллекта, заселение священных для них планет и так далее). Всего 4 вида «угасших» (ксенофил/ксенофоб, спиритуалист/материалист), а также уникальная разновидность «угасшей» машинной империи.

### Исследования
Игрок может создавать научные корабли, которые используются для исследования новых звёздных систем для поиска ресурсов, пригодных для колонизации планет, исследования аномалий, проведения специальных проектов и археологических раскопок. Исследование аномалии и археологические раскопки при успешном завершении могут принести бонус в виде ресурсов, кораблей и прочего, от навыка учёного зависит только время, которое уйдёт на исследование.

### Политика
Политика в игре подразделяется на внешнюю и внутреннюю. Если империя не имеет в качестве формы правления принцип гештальт-сознания, то внутри империи жители могут создавать фракции, которые лоббируют необходимые им изменения и выдвигают кандидатов на выборы при их наличии. К внутренней политике также можно отнести экономическую политику, отношение правительства к различным расам, проживающим на территории империи (например, гражданство, резиденство, рабство или геноцид, контроль популяции и миграции). Во внешней политике доступна торговля между империями и заключение договоров по взаимной или односторонней защите, миграции, обмену картами. Внешняя политика также включает в себя дипломатическую и военную позицию, возможность создания федераций, заключение договоров о ненападении, открытие или закрытие границ, заключение договоров по научному сотрудничеству, возможность потребовать дань или сделать империю вассалом, с возможностью впоследствии поглотить её, плюс общегалактический рынок, где можно обменять ресурсы на энергокредиты и наоборот. Внешние отношения определяются формой правления, доминирующими этическими установками и политиками империй (например, внешняя политика «поборников чистоты», а также их аналогов у коллективного и машинного разума, ограничивается оскорблением, объявлением соперничества и объявлением войны).

### Наука и технологии
В отличие от многих подобных стратегий, в Stellaris нет видимого для пользователя технологического древа, по которому можно проложить путь будущего развития; по словам руководителя разработки игры Хенрика Фореуса, «технологии не настолько предсказуемы». Вместо этого игроку предлагаются три области — общественные, физические и инженерные науки — и в каждой из них несколько случайных карточек-технологий, из которых каждый раз предлагается выбрать одну для исследования; невыбранные карточки могут появиться вновь в следующие разы, и существуют особые редкие технологии, которые реже попадают в такие случайные предложения. На каждую область исследования назначается свой учёный — персонаж с определённым набором характеристик; от его качеств и господствующих в империи этик зависит, какие технологии будут предложены игроку на выбор и как быстро они будут исследованы.

### Космические битвы
Игрок может создавать флот, который состоит из нескольких типов кораблей, которые отличаются по назначению, размеру и боевым возможностям. Игра предоставляет дизайнер, который позволяет спроектировать корабли, подходящие для данной игровой ситуации. Бой в космосе происходит без прямого управления игроком, доступны лишь базовые установки — убегать или вступать в бой, держаться на дистанции или атаковать вблизи.

## Дополнения
Разработчики не заявляли о планах выпуска сиквелов игры. Вместо этого регулярно выпускаются платные дополнения, от крупных до косметических, и вместе с ними бесплатные обновления версии для базовой игры. Крупные обновления и дополнения очень существенно изменяют и дополняют базовые игровые механики, занимая промежуточное положение по отношению к традиционным сиквелам-"частям". В Steam, наряду с самой новой, намеренно доступны все предшествующие версии игры.
| 2016 | Plantoids         |
| 2016 | Leviathans        |
| 2017 | Utopia            |
| 2017 | Synthetic Dawn    |
| 2017 | Humanoids         |
| 2018 | Apocalypse        |
| 2018 | Distant Stars     |
| 2018 | MegaCorp          |
| 2019 | Ancient Relics    |
| 2019 | Lithoids          |
| 2020 | Federations       |
| 2020 | Necroids          |
| 2021 | Nemesis           |
| 2021 | Aquatics          |
| 2022 | Overlord          |
| 2022 | Toxoids           |
| 2023 | First Contact     |
| 2023 | Galactic Paragons |
| 2023 | Astral Planes     |
| 2024 | The Machine Age   |
| 2024 | Cosmic Storms     |
| 2024 | Grand Archive     |

| Название                 | Дата релиза           | Сопровождающий патч | Описание |
| ------------------------ | --------------------- | ------------------- | --- |
| Leviathans               | 20 октября 2016 года  | 1.3                 | В игре появляются «анклавы» — космические станции, дающие игроку возможность торговать ресурсами, и боссы-«стражи». Другим нововведением являются «войны в небесах» — войны угасших империй, охватывающие всю галактику. Игрок может принять в них участие, присоединившись к одной из сторон или действуя против всех. |
| Utopia                   | 6 апреля 2017 года    | 1.5                 | Добавляет бонусы за стремление. Теперь игрок может копить очки единства и выбрать один из путей эволюции — биологический, синтетический или псионический. Дополнение предоставляет возможность строить обитаемые космические станции, дающие прирост населения, и мегаструктуры. Добавлены расширенные механики правления, рабства и геноцида. |
| Synthetic Dawn           | 21 сентября 2017 года | 1.8                 | Добавляет в игру новую разновидность империй — машинные империи, населённые роботами и управляемые искусственным интеллектом; они воплощают различные архетипы роботов в научной фантастике, подобные Скайнету из фильмов о Терминаторе или Боргам из «Звёздного пути». Synthetic Dawn также добавляет переработанную механику восстаний роботов и новый кризис в конце игры — нашествие Контингенции, цивилизации древних машин.                                                       |
| Apocalypse               | 22 февраля 2018 года  | 2.0                 | Дополнение, посвящённое войне; добавляет в игру «мародёров» — воинственное общество с мощными флотами; мародёры могут объединиться под властью великого вождя и атаковать другие цивилизации — игрок может защищаться от них или платить им дань. С дополнением в игре появляются «титаны» — новый класс кораблей, стоящий выше линкоров по огневой мощи, и «колоссы» — космические станции наподобие «Звезды Смерти» из «Звёздных войн», способные уничтожать планеты одним выстрелом. |
| Distant Stars            | 22 мая 2018 года      | 2.1                 | Дополнение вводит сюжетную линию с возможностью отправиться в новое звёздное скопление вблизи галактики, встретить новых обитателей космоса и обнаружить новые аномалии. |
| MegaCorp                 | 6 декабря 2018 года   | 2.2                 | Добавлен новый тип империй — мегакорпорации, а также экуменополисы, новые виды мегаструктур и галактический рынок ресурсов и рабов. |
| Ancient Relics           | 4 июня 2019 года      | 2.3                 | Добавлены 2 новые цивилизации предтеч, реликтовые миры, артефакты. |
| Federations              | 17 марта 2020 года    | 2.6                 | Значительно расширена механика федераций, добавлен галактический сенат, возможность выбрать происхождение (origin) своей империи и новые сооружения, такие, как мобильная ремонтная база и мегаверфь. |
| Necroids Species Pack    | 29 октября 2020 года  | 2.8                 | Добавлены в игру уникальный вариант происхождения «Некрофаги» и три новые гражданские модели, новые портреты рас, модели кораблей и прочие косметические элементы. |
| Nemesis                  | 15 апреля 2021 года   | 3.0                 | Дополнение добавит в игру инструменты шпионажа, а также возможность разрешить кризис с полномочиями галактического хранителя или привести все к гибели. Игроку будет предоставлен выбор: захватить власть переговорами и ухищрениями или просто наблюдать, как звезды угасают одна за другой. |
| Aquatics Species Pack    | 22 ноября 2021 года   | 3.2                 | Добавлен новый вид - аквоиды, предпочитающие водные миры, и связанные с ними механики, портреты новых видов, варианты внешнего вида кораблей, происхождения и многое другое. |
| Overlord                 | 12 мая 2022 года      | 3.4                 | Дополнение дает доступ к новым функциям, связанными с вассалитетом. Введена углублённая система управления подданными империями, в том числе распределение роли вассалов по типу производимых ресурсов, расширенная система дани и лояльности. Так же добавлено 3 новых мегасооружения, 3 анклава, возможность нанять чужой или создать свой автономный наёмничий флот, а так же другие, не такие значительные нововведения.                                                            |
| Toxoids Species Pack     | 20 сентября 2022 года | 3.5                 | Добавлен новый вид - токсоиды, и связанный с ними контент, происхождения, механики и т.д. |
| First Contact Story Pack | 14 марта 2023 года    | 3.7                 | Значительно расширены возможности взаимодействия с ещё не вышедшими в космос цивилизациями. Добавлены связанные с этим происхождения, квестовые цепочки, эвенты, и многое другое. |
| Galactic Paragons        | 9 мая 2023 года       | 3.8                 | Вводит механизм работы Совета и добавляет новых лидеров, гражданскую позицию, древа традиций. |
| Astral Planes            | 16 ноября 2023 года   | 3.10                | Добавляет Астральные Разломы — исследуемые разрывы реальности с ветвящимися сюжетными линиями, доступные только после исследования определённой технологии |
| The Machine Age          | 7 мая 2024 года       | 3.12                | Добавляет механики для индивидуалистических негештальтовых машинных империй. Новые портреты, происхождения, гражданские традиции. Два новых стиля кораблей и два мегасооружения. Четвёртый кризис конца игры и играбельный кризис, позволяющий игрокам изменять саму реальность |
| Cosmic Storms            | 10 сентября 2024 года | 3.13                | Вводит космические штормы и новое происхождение, связанное с погоней за штормами, две новые гражданские истории и два сюжета о предшественниках. |
| Grand Archive            | 29 октября 2024 года  | 3.14                | Добавляет новые происхождения, традиции и мегасооружение «Музей» для коллекционирования артефактов, приручения космической фауны с опциями её переработки в ресурсы или клонирования для усиления флота. |

## Отзывы
| Сводный рейтинг       | Сводный рейтинг              |
| Агрегатор             | Оценка                       |
| --------------------- | ---------------------------- |
| GameRankings          | - PC: 77,30 % - PS4: 80,14 % |
| Metacritic            | 78                           |
| Иноязычные издания    |                              |
| Издание               | Оценка                       |
| GameSpot              | 7/10                         |
| PC Gamer (US)         | 70/100                       |
| Русскоязычные издания |                              |
| Издание               | Оценка                       |
| PlayGround.ru         | 8,8/10                       |
| Riot Pixels           | 65 %                         |
| «Игры Mail.ru»        | 7,5/10                       |

Менее чем через 24 часа после выпуска Paradox Interactive объявила о продаже более чем 200 тысяч копий, что является рекордом среди игр этой студии. 21 июня 2016 года было объявлено, что общие продажи составили 500 тысяч копий.
Летом 2018 года, благодаря уязвимости в защите Steam Web API, стало известно, что точное количество пользователей сервиса Steam, которые играли в игру хотя бы один раз, составляет 1 967 015 человек.

## Спин-офф
В июне 2023 года был анонсирован спин-офф под названием Stellaris: Nexus. Он разработан компанией Whatboy Games. В период раннего доступа игра была переименована в Nexus 5X. Действие игры по-прежнему разворачивается во вселенной Stellaris.